# Alexander Alexandrowitsch Kokorin
Alexander Alexandrowitsch Kokorin (russisch Александр Александрович Кокорин, englisch Aleksandr Aleksandrovich Kokorin; * 19. März 1991 in Waluiki, Russische SFSR, Sowjetunion) ist ein russischer Fußballspieler auf der Position eines Stürmers und Flügelspielers. Aktuell steht er bei der AC Florenz unter Vertrag und ist an Aris Limassol ausgeliehen.

## Werdegang

### Verein
Nach fünf Jahren beim russischen Erstligisten Dynamo Moskau, bei dem er zum Stammspieler avancierte, wechselte er 2013 zum dagestanischen Verein Anschi Machatschkala. Nachdem der Verein Sparmaßnahmen angekündigt hatte, kehrte Kokorin bereits Mitte August noch in derselben Transferperiode, ohne ein Pflichtspiel für Anschi bestritten zu haben, nach Moskau zurück. Ihm folgten außerdem Igor Denissow und Juri Schirkow.
Im Sommer 2016 wechselte Kokorin zu Zenit St. Petersburg. Für den Verein aus der Zarenstadt bestritt er in der Folge 62 Ligaspiele, in denen er 17 Tore schoss. Im Oktober 2018 kündigte Zenit St. Petersburg an, Disziplinarmaßnahmen gegen Kokorin zu ergreifen. Zuvor tauchten Videoaufnahmen auf, die zeigten, wie er zusammen mit Pawel Mamajew von FK Krasnodar in einem Cafe einen Abteilungsleiter eines russischen Ministeriums mit einem Stuhl auf den Kopf schlugen und ihm ins Gesicht schlugen. Ein Strafverfahren gegen beide Spieler wurde eingeleitet. Beide wurden in Untersuchungshaft genommen und Kokorin im Mai 2019 zu eineinhalb Jahren Straflager verurteilt. In dem Berufungsurteil vom August 2020 wurde das erstinstanzliche Strafmaß gegen Kokorin bestätigt. Er hat seine beruflichen Aktivitäten nach Verbüßung der Strafe wieder aufgenommen.
Kokorins Vertrag in St. Petersburg endete am 30. Juni 2019, die Sperre des russischen Fußballverbandes dauerte offiziell bis 16. September 2019. Anfang September 2019 entschied ein Regionalgericht bei Belgorod, dass Kokorin und die weiteren verurteilten noch im September 2019 entlassen werden.
In der Spielzeit 2020 wechselte Kokorin auf Leihbasis zum FK Sotschi.
Nach seiner Rückkehr wurde er von Spartak Moskau verpflichtet. Für Spartak machte er zwei Tore in acht Spielen und wechselte im Januar 2021 nach Italien zum AC Florenz. Diese zahlten viereinhalb Millionen Euro für den 29-jährigen.
Für die Saison 2022/23 wechselte Kokorin per Leihe nach Zypern zu Aris Limassol. Im Sommer 2023 wurde die Leihe für eine weitere Saison verlängert.

### Nationalmannschaft
2011 gab er sein A-Länderspieldebüt für Russland; 2012 wurde er von Teamchef Dick Advocaat in den 23-Mann-Kader Russlands bei EM 2012 in Polen und der Ukraine geholt. Am 22. September 2012 erzielte Kokorin sein erstes Länderspieltor im WM-Qualifikationsspiel gegen Israel.
Am 6. September 2013 schoss Kokorin im WM-Qualifikationsspiel gegen Luxemburg das schnellste Tor in der Geschichte der russischen Nationalmannschaft. Der Treffer zum 1:0 fiel 21 Sekunden nach Anpfiff. Im Mai 2014 wurde Kokorin von Cheftrainer Fabio Capello in den Stammkader der russischen Nationalmannschaft für die Fußball-Weltmeisterschaft 2014 in Brasilien aufgenommen. Bei der Fußball-Europameisterschaft 2016 in Frankreich wurde er in das russische Aufgebot aufgenommen. In allen drei Partien stand er in der ersten Elf. Nach der Gruppenphase schied das Team als Viertplatzierter aus. Kurz nach dem Ausscheiden wurde Kokorin von der Nationalmannschaft suspendiert, nachdem er bei einer Party in Frankreich für 250.000 Euro Champagner bestellt hatte. Im Herbst 2017 wurde er aber wieder in den Kader Russlands aufgenommen. Im März 2018 erlitt Kokorin einen Kreuzbandriss und verpasste dadurch die WM 2018 im eigenen Land.

## Erfolge
- Russischer Meister: 2018/19